# سونگجونگ، پادشاه گوریو
پادشاه سونگجونگ (به کره‌ای: 성종)، (زاده ۱۵ ژانویه ۹۶۱ (میلادی) - مرگ ۲۹ نوامبر ۹۹۷ (میلادی) ششمین پادشاه از دودمان

## هم‌چنین ببینید
- فهرست پادشاهان کره